# Coin d'atelier
Coin d'atelier é uma pintura do francês Claude Monet. Realizada a óleo sobre tela em 1861, a tela integra a colecção do Museu de Orsay, em Paris, e marcou a fase inicial da carreira de pintor de Monet.

## Descrição
Monet esforçou-se para representar as cores úmidas da caixa de pinceís e a tinta pastosa que consome a madeira da paleta, o veludo baço da boina vermelha, a lombada usado dos velhos livros e as partes metálicas das armas, sob um excêntrico e sumptuoso papel de parede. É claro que não atingiu a perfeição de um Impression, soleil levant, mas, neste início de carreira, e observando a natureza-morta, percebemos qual o verdadeiro projecto de Monet: a luz.
A obra impõe-se claramente na sua juventude. A paleta varia entre os restos de verde, vermelho, amarelo e preto, compondo uma exuberante composição temática, cuja ênfase seria muito menor sem o papel de parede. Este representa uma ribeira e as suas margens e conferem um exotismo mútuo de uma ponta à outra da tela. Destaca-se da composição a mesa de madeira torneada, que surge em primeiro plano, e parece sair da tela.